# الدوري التونسي لكرة اليد 2016–17
الدوري التونسي لكرة اليد 2016-2017 هو الدورة 62 من الدوري التونسي لكرة اليد. شارك فيها 12 فريقا.
فاز بهذا الموسم الترجي الرياضي التونسي، وجاء ثانيا النجم الساحلي (كرة اليد).
انتصار الترجي الرياضي على النجم الساحلي في الجولة الاخيرة من عمر الدوري جعله ينهي المسابقة في المرتبة الأولى ب28 نقطة.
علما وان البطولة هي رقم 31 في تاريخ الترجي وبالتالي يدعم رقمه القياسي في عدد التتويجات بالبطولة.